# Gymnura tentaculata
Gymnura tentaculata  (лат.) — вид рода скатов-бабочек семейства гимнуровых отряда хвостоколообразных. Эти скаты обитают в тропических водах Индийского и Тихого океана. Ведут донный образ жизни. Грудные плавники скатов-бабочек образуют диск, ширина которого намного превосходит длину. Позади глаз расположены брызгальца. Максимальная зарегистрированная длина 25,1 см. Размножение происходит путём яйцеживорождения. Эмбрионы развиваются в утробе матери, питаясь желтком и гистотрофом.

## Таксономия
Впервые новый вид был описан в 1841 году как Pteroplatea tentaculata. Видовой эпитет происходит от слова лат. tentaculum — «щупальце». Лектотип представляет собой взрослого самца длиной 24,5 см, пойманного в 1836 году в Индийском океане. Паралектотипы: 2 неполовозрелых самца длиной 24,5 и 25,1 см.

## Ареал
Gymnura tentaculata обитают в центрально-западной части Тихого океана и в западной части Индийского океана у берегов Индии. Однако данные о присутствии этого вида скатов в водах Папуа-Новая Гвинея возможно ошибочны (относятся к Gymnura australis) и требуют дальнейшего подтверждения.

## Описание
Грудные плавники скатов-бабочек вытянуты в виде широких «крыльев», существенно превосходящих длину. Они сливаются с головой, образуя ромбовидный диск. Рыло короткое и широкое с притуплённым кончиком. Позади глаз имеются брызгальца. На вентральной стороне диска расположены довольно крупный изогнутый рот, ноздри и 5 пар жаберных щелей. Между ноздрями пролегает кожаный лоскут. Зубы мелкие, узкие и заострённые. Брюшные плавники маленькие и закруглённые.

## Биология
Подобно прочим хвостоколообразным скаты-бабочки размножаются яйцеживорождением. Эмбрионы развиваются в утробе матери, питаясь желтком и гистотрофом.

## Взаимодействие с человеком
Эти скаты иногда они попадаются в качестве прилова при коммерческом промысле. Данных для оценки Международным союзом охраны природы статуса сохранности вида недостаточно